# Praia Verde (Póvoa de Varzim)
Praia Verde.
A Praia Verde é uma pequena praia marítima na área urbana da Póvoa de Varzim, localizada entre a Praia da Salgueira e a Praia dos Beijinhos. A Praia Verde é uma praia bastante frequentada de areia branca com bastantes penedos.
A praia é acedida pelo Alto de Martim Vaz na cidade da Póvoa de Varzim. E, é conhecida pelas ruínas numa formação rochosa natural.